# Christen Brøgger
Christen Brøgger, (29. august 1925 i København - 8. september 2013 i København), var en dansk fodboldspiller, som har spillet 20 A-landskamp for Danmark 1952-1956, derudover blev det til 1 B-landskamp og 4 U-landskampe.
Brøgger startede som 12 årig ungdomspiller i B93 og debuterede på 1. holdet i 1945. Han spillede under tre år 41 kampe og vandt DM i 1946. Han forlod sin barndomsklub og skiftede til AB i 1948 og spillede under 11 år 180 kampe. Han vandt DM med AB i 1951 og 1952. Han måtte stoppe som 33-årige på grund af en meniskskade i 1959.
Den omkring to meter høj Brøgger også en glimrende tennisspiller i 1943 vandt han DM for juniorer.
Brøgger var indkøbschef i Grafisk Institut og senere salgschef for et finsk papirfirma.